# Karl Konow
Karl Konow (4. september 1865 i Søndre Aurdal i Valdres – 13. januar 1928 i Oslo) var en norsk maler.
Konow tog 1889 juridisk embedseksamen, men havde allerede forud herfor studeret malerkunst en kort tid i Weimar under Kalkreuths ledelse. Fra høsten 1889 studerede han et halvt års tid i Paris under Bonnat og Cormon, 1892 og 1894 nogen tid i München. Han opholdt sig 1899—1901 væsentlig i Rom samt 1901—04 i Paris. De følgende to år boede han vekselvis i Norge og Danmark, 1906—09 i Firenze og Rom.
Konow begyndte som naturalistisk friluftsmaler, men sluttede sig snart til 1890'ernes nyromantiske retning og har modtaget stærke indtryk af den tidligere italienske renaissances kunst. Hans arbejder rummer mere gemyt og dyb personlig følelse end originalitet og sikkerhed i holdning. Han har malet både landskaber og portrætter og har været inde på det religiøs-symbolistiske maleri.
Han har afholdt separatudstillinger i Kristiania, København, Gøteborg, Berlin og München og har deltaget i flere internationale udstillinger, blandt andet i Paris 1900, hvor han fik en medaille, udstillede jævnlig på Statens Udstilling i Kristiania 1890-1904.